# Kanako Higuchi
Kanako Higuchi (jap. 樋口可南子 Higuchi Kanako; ur. 13 grudnia 1958) – japońska aktorka filmowa i telewizyjna.

## Filmografia

### Seriale
- 1987: Dokuganryū Masamune jako Yodo-dono
- 1991: Taiheiki jako Hanayasha
- 1997: Amakarashan
- 2000: Chiisana eki de oriru
- 2002: Shiritsu tantei Hama Maiku
- 2008: Atsuhime jako Oyuki
- 2009: Shōkōjo Seira jako Mimura Chieko
- 2011: Ohisama jako Tokuko Maruyama

### Filmy
- 1981: Hokusai manga jako Onao
- 1983: Modori-gawa jako Kotoe
- 1984: Wangan Doro jako Fumiko Sugimoto
- 1984: Tokimeki ni shisu jako Hiromi Kozue
- 1985: Otoko wa tsurai yo: Torajirō ren'ai juku jako Wakana
- 1989: Zatōichi jako Szef Han Bosatsu
- 1990: Rōnin-gai jako Oshin
- 1991: Kagerō jako Rin Jyoshima
- 1991: Shimanto-gawa jako Sumi Yamamoto / Atsuyoshi / matka Asako
- 1992: Onna goroshi abura no jigoku jako Okichi
- 1992: Goodbye: Watashi ga koroshita Dazai Osamu jako Tomie
- 2002: List z gór jako Michiko Ueda
- 2003: Sharasōju jako Shōko
- 2003: Shōwa kayō daizenshū jako Midori Suzuki
- 2004: Casshern jako Midori Azuma
- 2005: Ashurajō no hitomi jako Bizan
- 2006: Ashita no kio jako Emiko Saeki
- 2007: Orion-za kara no shōtaijō jako Yoshie Miyoshi
- 2008: Achilles i żółw jako Sachiko
- 2009: Door to Door jako Mitsue Kurasawa

## Nagrody i nominacje
Została trzykrotnie nominowana do Nagrody Japońskiej Akademii Filmowej w kategorii „najlepsza aktorka”.